# Tulio Carella

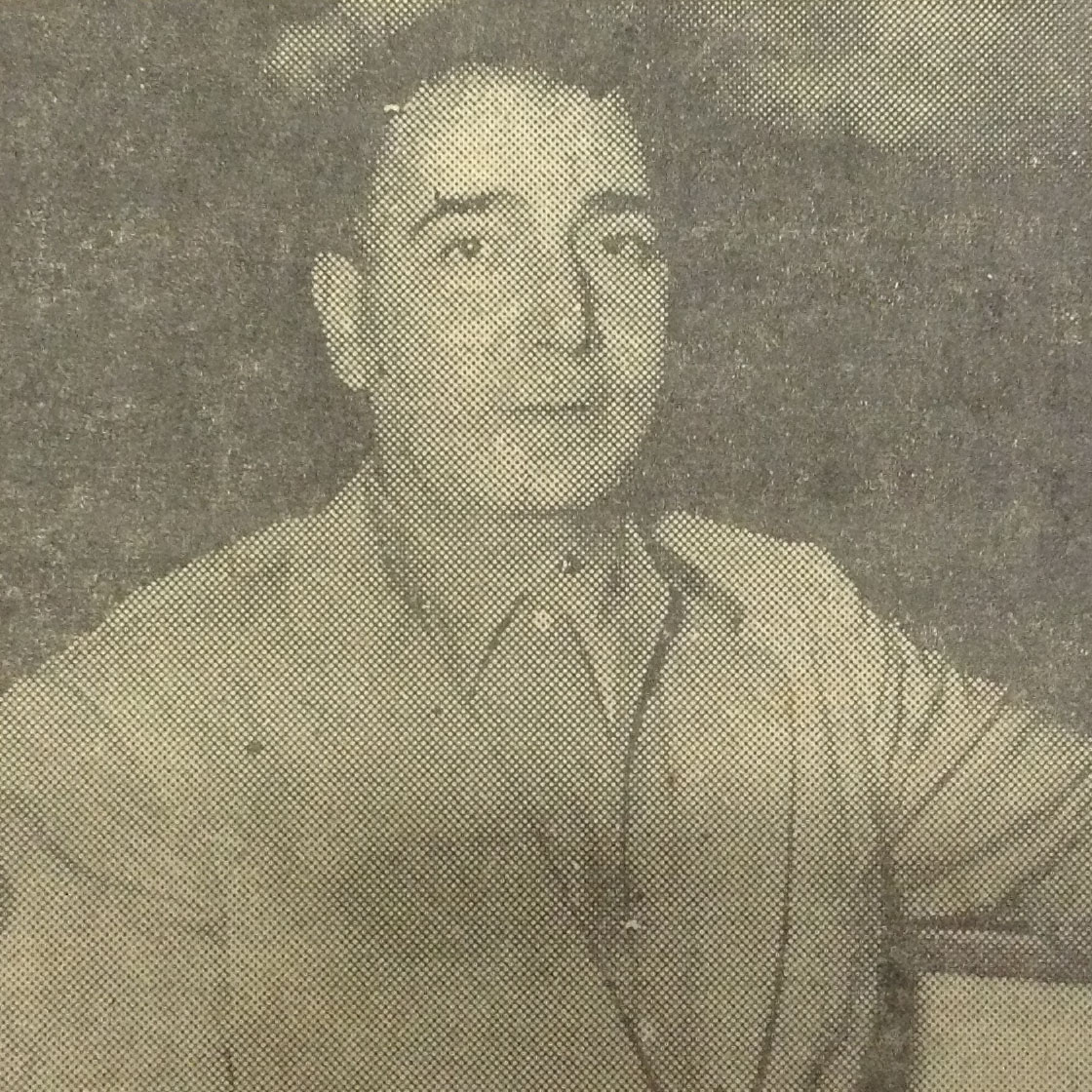
Tulio Carella em 1960, no Brasil

Tulio Carella (Mercedes, província de Buenos Aires, Argentina, 14 de maio de 1912 - Buenos Aires, 30 de março de 1979) foi um dramaturgo, jornalista, escritor e poeta argentino. 
Começou a cursar Química, mas sua vocação estava em outro âmbito, por isso  estudou Belas Artes e Música e se dedicou a escrever. Em 1934 em um circo de Barracas representaram uma obra sua de um ato, e já no mesmo ano foi contratado pelo jornal Crítica e começou a publicar crônicas e comentários sobre temas cinematográficos. Em 1940 escreveu a obra teatral Don Basilio mal casado, que ganhou uma versão para televisão em 1966. Em 1959 ganhou a Faixa de Honra da Sociedad Argentina de Escritores por "Cuaderno del delirio". No ano seguinte estreou "Doña Clorinda la descontenta" e, logo depois, "Coralina" (1959) e "Juan Basura" (1965).  Paralelamente, publicou os livros de poesia Ceniza heroica (1937), Los mendigos (1953), Intermedio (1955), Sonrisa (1964/1965) e Roteiro recifense (1966). Escreveu ainda roteiros para o cinema como "El gran secreto" (1942), filme dirigido por Jacques Remy, e "Mi divina pobreza" (1951), dirigido Alberto D’Aversa. Também fez incursões pelo ensaio, com Tango, mito y esencia, El sainete criollo e Picaresca porteña, sendo que neste último descreve as mudanças que se produziram com o fechamento dos prostíbulos na Argentina. 

Em 1960 viajou ao Recife contratado como professor de direção e cenografia da Universidade Federal de Pernambuco. Seus dois anos na capital pernambucana foram registrados no livro "Orgia", publicado no Brasil em 1968 por José Álvaro Editor, com tradução de Hermilo Borba Filho. No livro Carella assume o heterônimo de Lúcio Ginarte, que vive aventuras sexuais com anônimos populares e transita pelas rodas intelectuais pernambucanas, o que chamou atenção de João Silvério Trevisan, que dedicou um capítulo a Carella em Devassos no Paraíso, publicado em 1986 pela editora Max Limond e reeditado em 2000 pela editora Record. Esquecido e ainda inédito na Argentina, "Orgia" foi reeditado em 2011 pela editora Opera Prima, resgatando as polêmicas em torno do livro.

De volta à Argentina em 1961, Carella passa a viver mais ou menos afastado dos círculos literários e teatrais, falecendo em 1979, em decorrência de problemas coronários, aos 66 anos.